# Юдзуру Хіраґа
Барон Юдзуру Хіраґа (яп. 平賀 譲; 8 березня 1878, Токіо — 13 лютого 1943, Токіо) — японський кораблебудівник, відомий розробленими ним у другій половині 1910-х — на початку 1920-х років проєктами бойових кораблів. Віцеадмірал (1 грудня 1926), з 1931 року — професор Токійського університету, в останні роки життя — його ректор.

## Біографія
Дитинство провів у Йокосуці. У 1898—1901 роках вивчав кораблебудування на інженерному факультеті Токійського університету, після його закінчення у званні лейтенанта працював в арсеналі флоту в Йокосуці. З квітня 1903 по січень 1904 року проходив службу на броненосцях «Ясіма» і «Мікаса», був підвищений до старшого лейтенанта. Під час російсько-японської війни працював у штабі арсеналу флоту в Куре. У січні 1905 року Хіраґа був направлений до Великобританії, прибувши туди через США у квітні. У жовтні ціною великих зусиль вступив до престижного Військово-морського коледжу в Грінвічі, де до випуску в червні 1908 року вивчав останні технології в дизайні бойових кораблів. У наступні пів року він відвідав верфі у Франції та Італії, повернувшись до Японії на початку 1909 року.
Потім він працював на Йокосука Кьосьо, а отримавши у травні 1916 року звання лейтенанта став керувати секцією фундаментального проєктування (кіхон кейкаку) при 4-му відділі (кораблебудівному — Дзьосен) МТД. У ньому спочатку Хіраґа ніс відповідальність за роботу над лінкором «Nagato». У квітні 1917 Хірага отримав капітанські погони і керував подальшими роботами зі створення лінкорів і лінійних крейсерів, що входять до складу «флоту 8-8».
Влітку 1921 року капітан 1 рангу Юдзуру Хіраґа запропонував новий варіант крейсера-розвідника водотоннажнісю 7500 т (майбутні крейсери типу «Фурутака»), який відповідав би всім вимогам МГШ і перевершував американські крейсери типу «Омаха». Даний проєкт крейсера при однаковій водотоннажності із заокеанськими аналогами мав істотну перевагу за рахунок того, що Хіраґа використовував нові конструктивні принципи, що дозволяли значно економити вагу. Плити бортової та палубної броні використовувалися як поздовжні несучі елементи корпусу, а безперервна і вигнута в поздовжньому напрямку верхня палуба дозволила зробити всі несучі елементи набору довгими. Для перевірки своїх ідей на практиці, Хіраґа втілив у життя проєкт експериментального крейсера «Юбарі».
Ставши у червні 1922 року контрадміралом, Хіраґа очолив роботи з проєктування та будівництва легкого крейсера «Юбарі», а також важких крейсерів «Фурутака», «Аоба» та «Меко». Проте вже 1924 року Хіраґу відправили за кордон, оскільки він вступив у гострий конфлікт із МГШ щодо внесення останнім до проєктів кораблів додаткових пропозицій, які збільшували навантаження кораблів. Таким чином, МГШ відокремлювався від непоступливого адмірала. Його місце керівника секцією основного проєктування зайняв Фудзімото Кікуйо. Хіраґа повернувся до Японії в1926 році і став начальником відділу кораблебудування при науково-технологічному інституті флоту (кайгун гідзицу кенкюсьо). Тепер Хіраґа займався проєктуванням нових типів кораблів.
У 1931 році Хіраґа відійшов від конструкторської діяльності і присвятив себе викладанню кораблебудування в Токійському університеті. У 1938/43 роках обіймав посаду ректора Токійського університету.

## Нагороди
- Орден Вранішнього Сонця 5-го, 3-го, 2-го і 1-го класу
- Орден Священного скарбу 4-го, 3-го, 2-го і 1-го класу
- Медаль за участь в російсько-японській війні
- Пам'ятна медаль вступу на престол імператора Тайсьо
- Військова медаль 1914—1920
- Медаль Перемоги
- Пам'ятна медаль вступу на престол імператора Сьова
- Премія Японської академії наук (1928)
- Орден Почесного легіону, командорський хрест (Франція)
- Пам'ятна медаль «2600 років Японії»